# Агиманов, Тамерлан Искандерович
Тамерлан Искандерович Агиманов (каз. Темірлан Ескендірұлы Ағыманов; род. 16 августа 2006, Павлодар) — казахстанский футболист, нападающий клуба «Иртыш» Павлодар и сборной Казахстана до 19 лет.

## Клубная карьера
Футбольную карьеру начинал в 2021 году в составе клуба «Аксу» в первой лиге. 7 мая 2022 года в матче против клуба «Тобол» Костанай дебютировал в казахстанской Премьер-лиге (0:2), выйдя на замену на 88-й минуте вместо Дамира Марата.

## Карьера в сборной
26 апреля 2022 года дебютировал за сборную Казахстана до 16 лет в матче против сборной Новой Каледонии до 16 лет (6:0).

## Клубная статистика
| Клуб                 | Сезон                | Лига | Лига | Кубки | Кубки | Еврокубки | Еврокубки | Итого | Итого |
| Клуб                 | Сезон                | Игры | Голы | Игры  | Голы  | Игры      | Голы      | Игры  | Голы  |
| -------------------- | -------------------- | ---- | ---- | ----- | ----- | --------- | --------- | ----- | ----- |
| Аксу                 | 2021                 | 7    | 0    | —     | —     | —         | —         | 7     | 0     |
| Аксу                 | 2022                 | 3    | 0    | 3     | 0     | —         | —         | 6     | 0     |
| Аксу                 | 2023                 | 9    | 0    | 1     | 0     | —         | —         | 10    | 0     |
| Аксу                 | 2024                 | —    | —    | 2     | 0     | —         | —         | 2     | 0     |
| Аксу                 | Итого                | 19   | 0    | 6     | 0     | —         | —         | 25    | 0     |
| → Аксу М             | 2021                 | 3    | 0    | —     | —     | —         | —         | 3     | 0     |
| → Аксу М             | 2022                 | 10   | 4    | —     | —     | —         | —         | 10    | 4     |
| → Аксу М             | 2023                 | 5    | 0    | —     | —     | —         | —         | 5     | 0     |
| → Аксу М             | Итого                | 18   | 4    | —     | —     | —         | —         | 18    | 4     |
| → Экибастуз          | 2023                 | 1    | 0    | —     | —     | —         | —         | 1     | 0     |
| → Экибастуз          | Итого                | 1    | 0    | —     | —     | —         | —         | 1     | 0     |
| Экибастуз            | 2024                 | 20   | 5    | —     | —     | —         | —         | 20    | 5     |
| Экибастуз            | Итого                | 20   | 5    | —     | —     | —         | —         | 20    | 5     |
| Всего за «Экибастуз» | Всего за «Экибастуз» | 21   | 5    | —     | —     | —         | —         | 21    | 5     |
| Всего за карьеру     | Всего за карьеру     | 58   | 9    | 6     | 0     | —         | —         | 64    | 9     |